# Betriebsvereinbarung
Die Betriebsvereinbarung ist ein Vertrag zwischen Arbeitgeber und Betriebsrat, der aber nicht nur Rechte und Pflichten dieser Betriebsparteien begründet, sondern auch (wie ein Gesetz oder Tarifvertrag) verbindliche Normen für alle Arbeitnehmer eines Betriebes formuliert.
Der Begriff der Betriebsvereinbarung im deutschen Arbeitsrecht wird im Gesetz nicht definiert. Der Arbeitsrechtler Wolfgang Däubler bezeichnet sie als eine Art „Tarifvertrag im Kleinformat“. Das Betriebsverfassungsgesetz setzt dieses Rechtsinstitut, mit dem Arbeitgeber und Betriebsrat die betriebliche und betriebsverfassungsrechtliche Ordnung und individuelle Rechtsbeziehungen zwischen Arbeitgeber und Arbeitnehmern regeln, als vorhanden voraus. Es ordnet (wortgleich mit der entsprechenden Regelung des § 4 TVG) die unmittelbare und zwingende Wirkung der Betriebsvereinbarung (= „normative Wirkung“) zugunsten der Arbeitnehmer eines Betriebs an (§ 77 Abs. 4 Satz 2 BetrVG). Nur soweit einzelvertraglich für den Arbeitnehmer günstigere Regelungen vereinbart sind, gehen diese der Betriebsvereinbarung vor (Günstigkeitsprinzip).
Im öffentlichen Dienst, dem Geltungsbereich des Personalvertretungsrechtes werden entsprechende Vereinbarungen zwischen Personalrat und Dienststelle als Dienstvereinbarung bezeichnet.

## Geltungsbereich
Der räumliche Geltungsbereich einer Betriebsvereinbarung ist der jeweilige Betrieb, für den sie abgeschlossen wurde. Gesamt- und Konzernbetriebsvereinbarungen gelten, soweit überhaupt eine Zuständigkeit des Gesamt- bzw. des Konzernbetriebsrats besteht, unternehmens- bzw. konzernweit. § 50 Abs. 1 Satz 1 2. Halbsatz Betriebsverfassungsgesetz sieht vor, dass der Gesamtbetriebsrat im Rahmen seiner Zuständigkeit auch Betriebe eines Unternehmens vertritt, die keinen Betriebsrat gewählt haben. Dies kann als bedenklich gesehen werden, weil dem Gesamtbetriebsrat die demokratische Legitimation zur Vertretung der dortigen Belegschaft fehlt.
In persönlicher Hinsicht gelten Betriebsvereinbarungen für alle Arbeitnehmer des Betriebs, wobei es nicht darauf ankommt, ob das Arbeitsverhältnis bei Abschluss der Betriebsvereinbarung bereits bestanden hatte. Arbeitgeber und Betriebsrat steht es aber grundsätzlich frei, Betriebsvereinbarungen mit einem eingeschränkten persönlichen Geltungsbereich (für einzelne Abteilungen oder Arbeitnehmergruppen) zu vereinbaren. Da § 5 Abs. 3 BetrVG ausdrücklich Leitende Angestellte vom Geltungsbereich des Betriebsverfassungsgesetzes ausnimmt, finden Betriebsvereinbarungen auf sie keine Anwendung.

## Regelungsgegenstand
Inhalt einer Betriebsvereinbarung können alle Fragen sein, bei denen dem Betriebsrat ein gesetzliches Mitbestimmungsrecht zusteht. Dabei muss zwischen erzwingbaren Betriebsvereinbarungen und freiwilligen Betriebsvereinbarungen unterschieden werden. Ein zwingendes Mitbestimmungsrecht hat der Betriebsrat in allen Fragen, in denen das Gesetz ausdrücklich vorsieht, dass bei einer fehlenden Einigung zwischen Arbeitgeber und Betriebsrat der Spruch der Einigungsstelle die Einigung der Betriebsparteien ersetzt. Den Kernbereich dieser erzwingbaren Regelungen bildet die Mitbestimmung in sozialen Fragen gem. § 87 BetrVG. Dazu gehören aber auch die wirtschaftlichen Mitbestimmungsrechte (§ 111 bis § 112a BetrVG), die unter gesetzlich definierten Umständen dem Betriebsrat das Recht einräumen, vom Arbeitgeber im Fall von Betriebsänderungen den Abschluss eines Sozialplans zu verlangen. In diesen Fällen kann der Arbeitgeber eine Angelegenheit nicht ohne den Betriebsrat regeln. Einigen sie sich nicht, können beide Seiten die Einigungsstelle anrufen. Deren Entscheidung („Spruch“) hat dann die Wirkung einer Betriebsvereinbarung.
Soweit aber in Angelegenheiten bereits eine (abschließende) gesetzliche oder tarifliche Regelung besteht oder soweit solche Angelegenheiten auch nur üblicherweise im Rahmen von Tarifverträgen geregelt werden, können sie nicht Gegenstand einer Betriebsvereinbarung sein. Es sei denn, der Tarifvertrag lässt ausdrücklich (ergänzende) betriebliche Regelungen zu (Öffnungsklausel). So ist etwa eine Betriebsvereinbarung zur Höhe der Vergütung oder zur Dauer der wöchentlichen Arbeitszeit grundsätzlich nichtig, weil sie gegen diese Sperrwirkung der „Tarifüblichkeit“ des § 77 Abs. 3 BetrVG verstößt. Im Bereich der sozialen Mitbestimmung gem. § 87 BetrVG (also etwa in Fragen der Verteilung der täglichen und wöchentlichen Arbeitszeit) sind Betriebsvereinbarungen aber erst dann unzulässig, wenn ein Tarifvertrag unmittelbar und zwingend auf den Betrieb anwendbar ist, also mindestens der Arbeitgeber tarifgebunden ist. Bloße „Tarifüblichkeit“ genügt hier nicht, um die Regelungsmöglichkeit durch Betriebsvereinbarung auszuschließen, wenn man nach der herrschenden Vorrangtheorie § 87 I Eingangssatz BetrVG gegenüber § 77 III BetrVG als lex specialis anerkennt. Die sogenannte Zwei-Schranken-Theorie lässt demgegenüber auch bloße Tarifüblichkeit ausreichen, da nach dieser Auffassung beide Normen gleichberechtigt nebeneinander stehen, § 77 III BetrVG mithin anwendbar ist.

## Verhältnis zum Arbeitsvertrag
Eine Betriebsvereinbarung gilt für die Arbeitnehmer normativ und zwingend. Davon abweichende arbeitsvertragliche Vereinbarungen gelten hingegen nur dann, wenn sie für den Arbeitnehmer günstiger als die Betriebsvereinbarung sind  (indiziert durch § 28 II S. 2 SprAuG). Dieses Günstigkeitsprinzip ist dadurch abgesichert, dass ein einzelvertraglicher Verzicht auf Ansprüche aus einer Betriebsvereinbarung nur mit Zustimmung des Betriebsrats wirksam ist (§ 77 Abs. 4 BetrVG).

Es bleibt jedoch gleichsam zu prüfen, ob eine Betriebsvereinbarung eventuell einem „kollektiven Günstigkeitsvergleich“ (Bundesarbeitsgericht) standhält. Dies trifft zu, wenn die Gesamtheit der Arbeitnehmer durch die Betriebsvereinbarung nicht schlechter gestellt wird. Voraussetzung ist, dass es sich bei der Regelung um eine Sozialleistung des Arbeitgebers handelt, die quantitativ bezifferbar ist und kollektiven Bezug hat.

## Verhältnis zu Tarifverträgen
Bei einer Kollision zwischen Regelungen eines Tarifvertrags und einer Betriebsvereinbarung kommt hingegen nicht das Günstigkeitsprinzip zur Anwendung. Vielmehr gewährleistet § 77 Abs. 3 BetrVG die Tarifautonomie dadurch, dass „den Tarifvertragsparteien ein Vorrang zur kollektiven Regelung materieller Arbeitsbedingungen eingeräumt wird mit der Folge, daß [sic!] da, wo die Tarifvertragsparteien von ihrer Normsetzungsbefugnis Gebrauch gemacht haben, eine entsprechende Befugnis der Betriebspartner entfällt.“ Dies gilt auch für nicht tarifgebundene Arbeitgeber, da „Konkurrenzregelungen“ in der Form von Betriebsvereinbarungen ebenfalls die Funktionsfähigkeit der Tarifautonomie stören könnten. Verstöße dagegen führen zur Unwirksamkeit der Betriebsvereinbarung, die aber ausnahmsweise durch Umdeutung dennoch Wirkung entfalten kann.
Allein durch eine sogenannte Öffnungsklausel im Tarifvertrag ist der Abschluss ergänzender Betriebsvereinbarungen möglich. Das hat zur Folge, dass eine Betriebsvereinbarung, die beispielsweise eine Regelung zu einer Jahresabschlussvergütung enthält, unwirksam ist, wenn im Betrieb ein Tarifvertrag zur Anwendung kommt, der ebenfalls eine Regelung zur Zahlung einer Jahrsabschlussvergütung enthält. Das gilt auch dann, wenn die tarifvertragliche Regelung ungünstiger ist als die (unwirksame) Betriebsvereinbarung.

## Zustandekommen und Form
Betriebsvereinbarungen kommen durch übereinstimmende Beschlüsse von Arbeitgeber und Betriebsrat zustande. Auf Seiten des Betriebsrats ist dabei immer ein wirksamer Beschluss des gesamten Gremiums erforderlich. Die Zustimmung etwa nur des Betriebsratsvorsitzenden genügt nicht. Lange Zeit mussten Betriebsvereinbarungen – wegen der für die Wirksamkeit erforderlichen Schriftform – schriftlich niedergelegt und von Arbeitgeber und dem Betriebsratsvorsitzenden auf einer Urkunde unterzeichnet werden. Heutzutage ist es gemäß (§ 77 Abs. 2 Satz 3 BetrVG) auch möglich, eine Vereinbarung in elektronischer Form abzuschließen. Dazu müssen Arbeitgeber und Betriebsrat dasselbe Dokument elektronisch signieren. Unter Umständen können Betriebsvereinbarungen auch rückwirkend in Kraft gesetzt werden (auch zu Ungunsten der Arbeitnehmer), wenn dabei das Verbot der „echten Rückwirkung“ beachtet wird. Keinesfalls darf die Geltung einer Betriebsvereinbarung davon abhängig gemacht werden, dass ihr die betroffenen Arbeitnehmer (zu einem gewissen Prozentsatz) zustimmen.
Im Unterschied zur Betriebsvereinbarung kann eine so genannte „Regelungsabrede“ formlos (also auch mündlich) vereinbart werden. Eine Regelungsabrede entfaltet aber keine der Betriebsvereinbarung vergleichbare normative Wirkung. Im Unterschied zur Betriebsvereinbarung kann aber die Regelungsabrede nicht nur generelle (kollektive) Regelungen enthalten, sondern auch individuelle.

## Durchführung
Die Durchführung der Betriebsvereinbarungen obliegt ausschließlich dem Arbeitgeber. Der Betriebsrat ist auch im Bereich der mitbestimmungspflichtigen Angelegenheiten nicht befugt, sich in die Leitung des Betriebs einzumischen. Der Betriebsrat kann allerdings seinen Anspruch, dass der Arbeitgeber sich an die Betriebsvereinbarung hält und sie durchführt, in einem arbeitsgerichtlichen Beschlussverfahren durchsetzen. Bei groben Verstößen kann nach der Rechtsprechung des Bundesarbeitsgerichts auch eine Gewerkschaft vom Arbeitgeber verlangen, die Durchführung einer tarifwidrigen Betriebsvereinbarung zu unterlassen. 

## Beendigung
Die Betriebsvereinbarung wird beendet durch
- eine nachfolgende Betriebsvereinbarung zum gleichen Gegenstand („Zeitkollisionsregel“),
- Kündigung (fehlt eine Vereinbarung: Kündigungsfrist drei Monate),
- Zeitablauf, wenn sie befristet abgeschlossen wurde, oder
- Aufhebungsvertrag.

## Nachwirkung
Nach ihrer Beendigung verliert die Betriebsvereinbarung zwar ihre zwingende Wirkung, aber im Bereich der erzwingbaren Mitbestimmung wirkt sie nach (§ 77 Abs. 6 BetrVG). Das bedeutet, dass ihre Regelungen solange weiter gelten, bis sie durch eine andere Abmachung ersetzt werden, wobei die Rechtsprechung unter dem Begriff „andere Abmachung“ auch eine anderweitige einzelvertragliche Regelung versteht. Da die zwingende Wirkung mit der Beendigung entfällt, sind also im Nachwirkungszeitraum auch ungünstigere einzelvertragliche Regelungen zulässig. Freiwillige Betriebsvereinbarungen entfalten aber keine Nachwirkung, es sei denn die Nachwirkung wäre ausdrücklich vertraglich vereinbart.